# Provincia di Macerata
La provincia di Macerata è una provincia italiana di 302 923 abitanti della regione Marche, con capoluogo Macerata.
Con i suoi 2 780 km² di superficie la provincia di Macerata è la più estesa delle Marche dal 2009 (anno nel quale ci fu il distacco dei sette comuni dell'Alta Valmarecchia dalla provincia di Pesaro e Urbino), è la terza più popolosa dopo Ancona e Pesaro e Urbino ed è la più sparsamente popolata. Quella di Macerata, inoltre, è l'unica provincia marchigiana a confinare con altre tre della stessa regione.

## Geografia fisica
La provincia a est è bagnata dal mare Adriatico e confina a ovest con la regione Umbria (provincia di Perugia). Dal 2004 (anno di istituzione della provincia di Fermo) è inoltre l'unica provincia delle Marche a confinare con altre tre della stessa regione: Ancona a nord, Ascoli Piceno a sud ovest e Fermo a sud. La giurisdizione maceratese si estende oltre lo spartiacque appenninico ai territori dell'Alta Valnerina (Vissano): è questo il principale “sconfinamento” delle Marche oltre le proprie frontiere geografiche naturali.
Il territorio è prevalentemente collinare (67,7%), per il resto è montuoso (32,3%). L'Appennino e il Subappennino maceratese sono sede di tre unione di comuni montani: Unione Montana Potenza Esino Musone, Unione Montana Marca di Camerino, e Unione Montana dei Monti Azzurri.

Logo della provincia

La provincia deriva dall'omologa delegazione apostolica dello Stato della Chiesa, che nel 1860 il decreto Minghetti estese annettendole la provincia di Camerino e il comune di Visso. Nel corso degli anni aveva subito numerose modifiche territoriali, in particolare cessioni a favore di Ancona.
Nel 1929 ricevette dalla provincia di Perugia il comune di Visso.

## Economia
Come nel resto della regione, in questa provincia sono molte le aziende piccole ma altamente specializzate. Rilevante è il settore calzaturiero. È stata istituita nel 2006 la Banca della provincia di Macerata.

## Infrastrutture e trasporti
La provincia di Macerata prima dei tempi dell'automobile era attraversata dalle strade storiche che portavano a Roma; alcune di queste sono molto antiche. La più importante era la lauretana, che da Foligno entrava, attraverso il valico di Colfiorito (luogo che un tempo ospitava la città di Plestia), nelle Marche in Serravalle di Chienti e, raggiunta Tolentino lungo la val di Chienti, si dirigeva verso il santuario mariano di Loreto e da lì al porto di Ancona.
Con l'arrivo dei treni il tracciato Roma-Ancona attraverso il Valico di Fossato di Vico-Fabriano-Vall'Esina tolse le ambizioni della provincia di vedere realizzata una arteria ferroviaria che collegasse direttamente la capitale riparando, attorno al 1885, con una linea che si separa ad Albacina, poco dopo Fabriano direzione Ancona, e arriva a Civitanova Marche in collegamento con l'altra importante Ferrovia Adriatica dopo aver attraversato con forti acclività il capoluogo provinciale Macerata e altre importanti città della provincia come Matelica, San Severino Marche, Tolentino, Corridonia, Montecosaro. Camerino era collegata con questa ferrovia a Castelraimondo con la Ferrovia Castelraimondo-Camerino oggi dismessa e smantellata sostituita con servizio corriera.
In tempi recenti le migrazioni verso la costa con la nascita, sempre in questi luoghi, di numerose industrie, ha un po' isolato l'interno della provincia dove mancano strade veloci. Pertanto la costruzione dell'A 14 è stata compensata in parte dalla superstrada Civitanova Marche-Foligno lungo la val di Chienti. Il resto delle altre vallate è carente di collegamenti stradali veloci e vive ancora con le stesse strade statali storiche.

### Strade
| A14 Bologna – Taranto Autostrada Adriatica in provincia di Macerata |       |       |           |                |
| Svincolo                                                            | ↓km↓  | ↑km↑  | Provincia | Strada Europea |
| Loreto – Porto Recanati                                             | 245,5 | 497,9 | AN        |                |
| Civitanova Marche – Macerata                                        | 262,6 | 480,8 | MC        |                |
| Area servizio "Chienti"                                             | 263,9 | 479,5 | FM        |                |

- Superstrada Civitanova Marche-(Pontelatrave) Foligno

### Ferrovie
- Ferrovia Adriatica con le stazioni di Porto Recanati, Potenza Picena-Montelupone e Civitanova Marche-Montegranaro
- Ferrovia Civitanova Marche-Fabriano

### Opere infrastrutturali rilevanti
- Traforo del Cornello (opera incompiuta)

## Pio Sodalizio dei Piceni
L'Amministrazione provinciale, come le omologhe amministrazioni delle altre province della Regione Marche, designa i propri rappresentanti in occasione del rinnovo degli organi sociali del Pio Sodalizio dei Piceni in Roma, fondato nel Seicento dal marchigiano Cardinal Giovanni Battista Maria Pallotta.

## Cultura

### Il dialetto
Nella provincia di Macerata si parla quasi ovunque il dialetto maceratese-fermano-camerte, e solamente presso Porto Recanati la parlata va invece ricondotta al dialetto anconitano. Esistono poi diverse varianti di transizione tra maceratese e anconetano in località quali Recanati, Montefano, Cingoli, ecc.

### Monumenti e luoghi d'interesse

#### Biblioteche

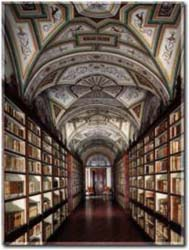
Una delle sale della biblioteca Borgetti

| Comune              | Biblioteche                             |
| ------------------- | --------------------------------------- |
| Macerata            | Biblioteca storica Cassiano Beligatti   |
| Macerata            | Biblioteca comunale Mozzi Borgetti      |
| Macerata            | Biblioteca statale di Macerata          |
| Matelica            | Biblioteca comunale Libero Bigiaretti   |
| San Ginesio         | Biblioteca Scipione Gentili             |
| San Severino Marche | Biblioteca comunale Francesco Antolisei |
| Sarnano             | Biblioteca comunale di Sarnano          |
| Tolentino           | Biblioteca Filelfica                    |
| Treia               | Accademia Georgica                      |

#### Architetture religiose
| Comune                | Chiese, santuari e oratori |
| --------------------- | --- |
| Apiro                 | Abbazia di Sant'Urbano, Chiesa di Sant'Urbano |
| Caldarola             | Chiesa della Madonna della Valle, Chiesa della Santa Croce, Chiesa dei Santi Gregorio e Valentino, Chiesa dei Santi Martino e Giorgio, Chiesa dei Santi Pietro e Biagio, Chiesa di Santa Maria Assunta, Chiesa di Santa Maria delle Grazie, Collegiata di San Martino, Monastero delle Canonichesse Regolari Lateranensi, Santuario della Madonna del Sasso, Santuario di Santa Maria del Monte |
| Corridonia            | Chiesa di San Claudio al Chienti, Chiesa dei Santi Pietro, Paolo e Donato, Chiesa di San Francesco, Chiesa di Sant'Agostino |
| Macerata              | Basilica di Santa Maria della Misericordia, Duomo di Macerata, Chiesa di San Filippo Neri |
| Montecosaro           | Basilica della Santissima Annunziata |
| Montelupone           | Abbazia di San Firmano |
| San Ginesio           | Abbazia di Santa Maria delle Macchie, Chiesa di San Francesco, Chiesa di San Giovanni Battista, Chiesa di San Michele Arcangelo, Chiesa di Santa Maria in Vepretis, Collegiata di Santa Maria Assunta, Eremo di San Liberato |
| Sarnano               | Abbazia di San Biagio, Collegiata di Santa Maria Assunta |
| Serravalle di Chienti | Chiesa di Santa Maria di Pistia |
| Pollenza              | Abbazia di Rambona |

#### Castelli
| Comune              | Castelli                    |
| ------------------- | --------------------------- |
| Castelraimondo      | Castello di Lanciano        |
| Camerino            | Rocca d'Ajello              |
| Caldarola           | Castello Pallotta           |
| Camerino            | Rocca Varano                |
| Tolentino           | Castello della Rancia       |
| Pievebovigliana     | Castello di Beldiletto      |
| Recanati            | Castello di Montefiore      |
| San Ginesio         | Castello di Roccacolonnalta |
| San Severino Marche | Castello di Pitino          |

#### Teatri

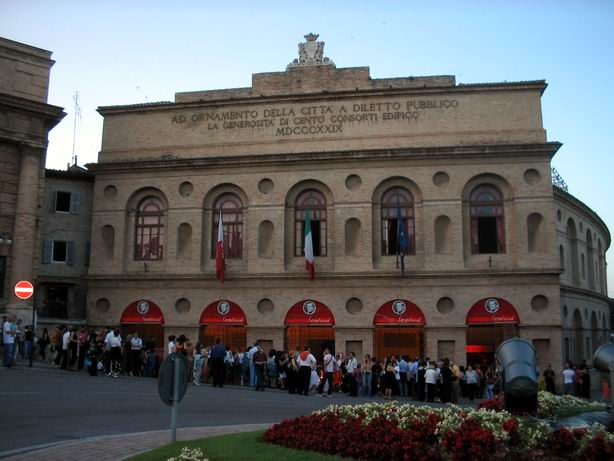
Facciata dello Sferisterio di Macerata

| Comune              | Teatri                           |
| ------------------- | -------------------------------- |
| Apiro               | Teatro Giovanni Mestica          |
| Caldarola           | Teatro comunale di Caldarola     |
| Camerino            | Teatro Filippo Marchetti         |
| Corridonia          | Teatro Giovanni Battista Velluti |
| Macerata            | Sferisterio di Macerata          |
| Macerata            | Teatro Lauro Rossi               |
| Matelica            | Teatro Giuseppe Piermarini       |
| Montecosaro         | Teatro delle Logge               |
| Montefano           | Teatro La Rondinella             |
| Montelupone         | Teatro Nicola degli Angeli       |
| Penna San Giovanni  | Teatro Flora                     |
| Pollenza            | Teatro Giuseppe Verdi            |
| Recanati            | Teatro Giuseppe Persiani         |
| San Ginesio         | Teatro Giacomo Leopardi          |
| San Ginesio         | Auditorium Sant'Agostino         |
| San Severino Marche | Teatro Feronia                   |
| Sarnano             | Teatro della Vittoria            |
| Tolentino           | Teatro Nicola Vaccaj             |

### Manifestazioni
- Presepio vivente delle Marche, 6 gennaio di ogni anno, al castello di San Severino Marche, oltre 300 personaggi, animali. Iniziato da Don Amedeo Gubinelli a Taccoli nel 1950, poi trasferitosi in San Lorenzo in Doliolo e quindi definitivamente sul monte Nero.
- Palio dei Terzieri a Montecassiano
- Palio dei Castelli a San Severino
- Contesa della Margutta a Corridonia
- Corsa alla Spada e Palio a Camerino
- Torneo delle Guaite a Visso

## Società

### Evoluzione demografica
Abitanti censiti

## Comuni
Appartengono alla provincia di Macerata 55 comuni:
- Apiro
- Appignano
- Belforte del Chienti
- Bolognola
- Caldarola
- Camerino
- Camporotondo di Fiastrone
- Castelraimondo
- Castelsantangelo sul Nera
- Cessapalombo
- Cingoli
- Civitanova Marche
- Colmurano
- Corridonia
- Esanatoglia
- Fiastra
- Fiuminata
- Gagliole
- Gualdo
- Loro Piceno
- Macerata
- Matelica
- Mogliano
- Monte Cavallo
- Monte San Giusto
- Monte San Martino
- Montecassiano
- Montecosaro
- Montefano
- Montelupone
- Morrovalle
- Muccia
- Penna San Giovanni
- Petriolo
- Pieve Torina
- Pioraco
- Poggio San Vicino
- Pollenza
- Porto Recanati
- Potenza Picena
- Recanati
- Ripe San Ginesio
- San Ginesio
- San Severino Marche
- Sant'Angelo in Pontano
- Sarnano
- Sefro
- Serrapetrona
- Serravalle di Chienti
- Tolentino
- Treia
- Urbisaglia
- Ussita
- Valfornace
- Visso

## Comuni più popolosi
Di seguito sono elencati i comuni con più di 5 000 abitanti.

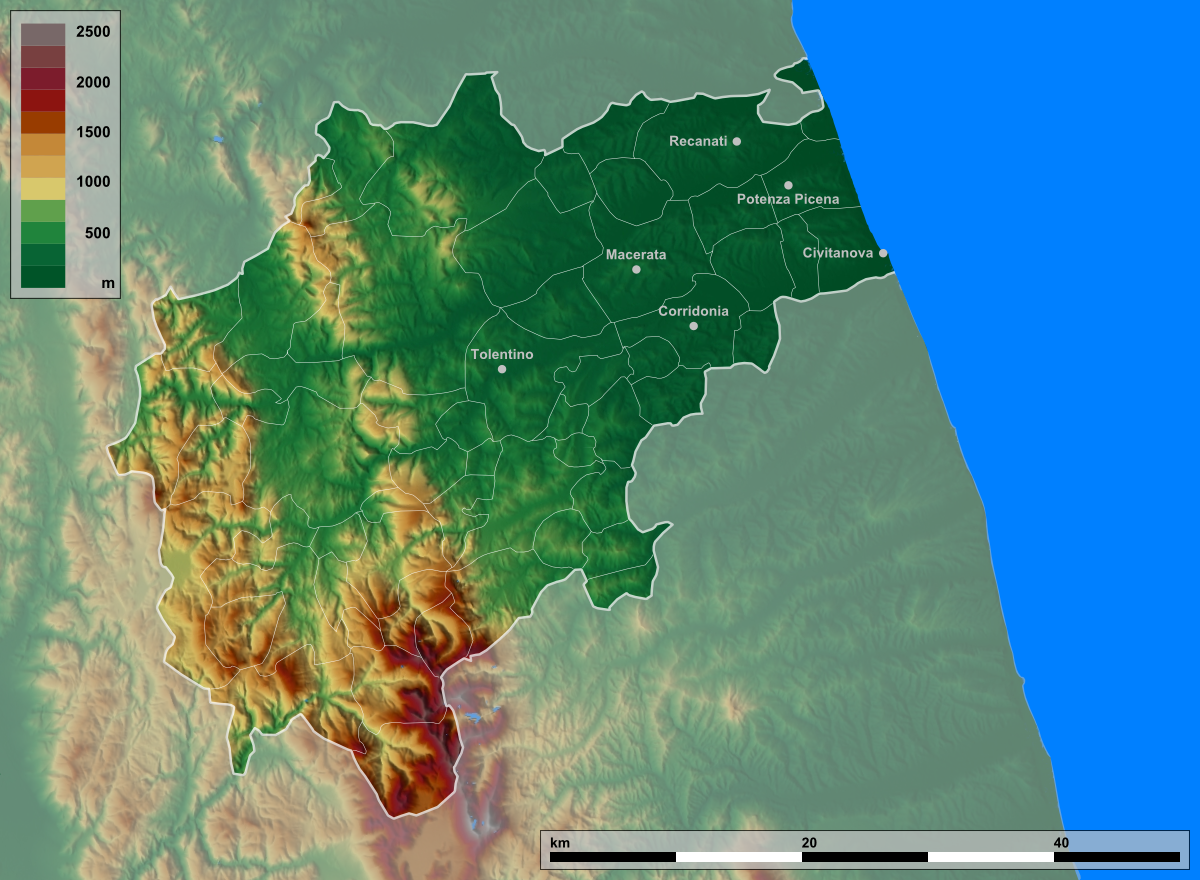
Mappa topografica della provincia

| Stemma | Città               | Popolazione (ab) | Superficie (km²) | Altitudine (m) |
| ------ | ------------------- | ---------------- | ---------------- | -------------- |
|        | Civitanova Marche   | 42 692           | 45,8             | 3              |
|        | Macerata            | 41 200           | 92               | 315            |
|        | Recanati            | 21 076           | 102              | 296            |
|        | Tolentino           | 18 869           | 94,86            | 230            |
|        | Potenza Picena      | 15 878           | 48,2             | 237            |
|        | Corridonia          | 15 168           | 62               | 261            |
|        | San Severino Marche | 12 256           | 193              | 236            |
|        | Porto Recanati      | 12 397           | 18               | 5              |
|        | Morrovalle          | 10 084           | 43               | 246            |
|        | Cingoli             | 9 967            | 147              | 631            |
|        | Matelica            | 9 545            | 81               | 357            |
|        | Treia               | 9 209            | 93               | 342            |
|        | Monte San Giusto    | 7 761            | 20               | 236            |
|        | Montecosaro         | 7 328            | 21,88            | 252            |
|        | Montecassiano       | 6 981            | 33,36            | 215            |
|        | Camerino            | 6 687            | 129              | 661            |
|        | Pollenza            | 6 416            | 39,55            | 341            |

### Parchi naturali
- Parco nazionale dei Monti Sibillini
- Riserva naturale dell'Abbadia di Fiastra
- Riserva naturale Montagna di Torricchio

### Unioni montane
- Unione Montana dei Monti Azzurri
- Unione Montana Marca di Camerino
- Unione Montana Potenza Esino Musone